# Х̆
Cette page contient des caractères spéciaux ou non latins. S’ils s’affichent mal (▯, ?, etc.), consultez la page d’aide Unicode.
Х̆ (minuscule : х̆), appelé kha brève, est une lettre additionnelle de l’alphabet cyrillique qui a été utilisée en abkhaze et en karatchaï balkar. Elle est composée du kha ‹ Х › diacrité d’une brève.

## Utilisations

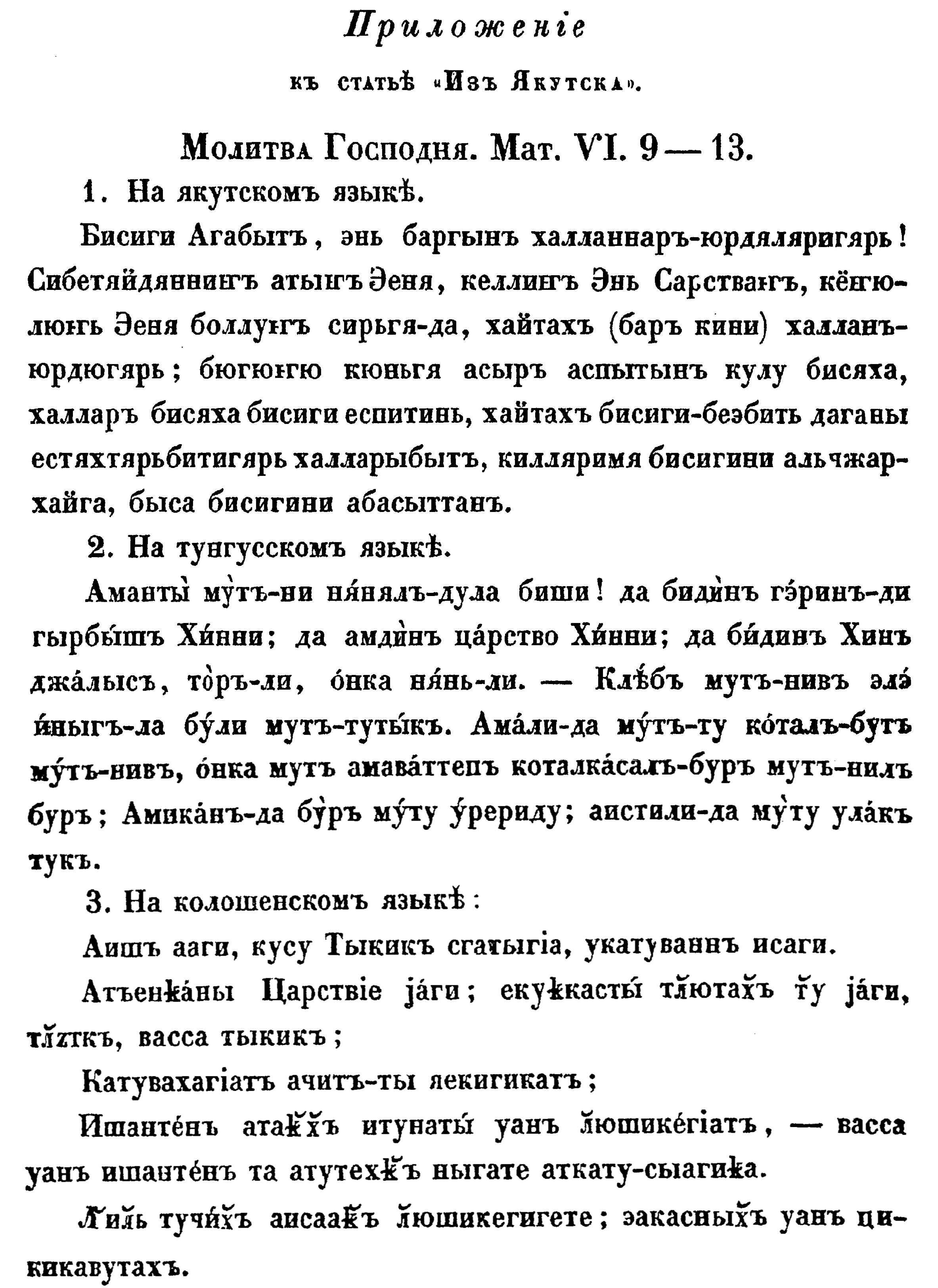
Kha brève utilisé en 1855 en tlingit (kolochen) dans le journal '.

Le kha brève a été utilisé dans le premier alphabet cyrillique créé 1924 pour le karatchaï balkar, celui-ci n’a cependant pas été officiellement adopté,.
Le kha brève a été utilisé dans l’alphabet abkhaze du Tchochoua

## Représentation informatique
Le kha brève peut être représenté avec les caractères Unicode suivants :
- décomposé (cyrillique, diacritiques) :

| formes    | représentations | chaînes de caractères | points de code | descriptions                                      |
| --------- | --------------- | --------------------- | -------------- | ------------------------------------------------- |
| capitale  | Х̆               | Х◌̆                    | U+0425 U+0306  | lettre majuscule cyrillique kha diacritique brève |
| minuscule | х̆               | х◌̆                    | U+0445 U+0306  | lettre minuscule cyrillique kha diacritique brève |